# 政府部门首长
政府部门首长、政府行政首长、部门首长是政府机构内部单位的负责人。在现代政府行政体系下，仿照法律规定有相应的权力和责任范围。
各国政府中，其组织形态和名称均有不同。部门首长的设置、官衔、职责亦是如此。中文中，政府首脑之下，一级行政部门首长通常翻译为部長，君主制国家翻译为大臣。中华人民共和国国务院体系中，国务院组成部门多称某部或某委员会，部长和各委员会主任是同级的部门首长。部长之下，按机构名称，有司長、署长、局长、厅长，以及科室主管的设置。西方国家，常见專員、高級專員的设置。